# Goede-Gunst (schip, 1928)
De Goede-Gunst is een Nederlands binnenschip van het type wad- en Sontvaarder. Het is een varend monument dat uit de beroepsvaart komt, behouden blijft en niet gesaneerd en gesloopt is. Een wad- en Sontvaarder is een bredere versie van het luxemotorschip en heeft een wat grotere holte. Om op zee te kunnen en mogen varen zijn deze schepen zwaarder van constructie, volgens de normen van de voormalige Scheepvaartinspectie c.q. Germanischer Lloyd of Bureau Veritas.
Het officieel scheepsnummer, ook wel Europanummer genoemd, is 3030494. Als ENI-nummer komt daar nog een "0" voor.
Het schip mag sinds 1 juli 2009 gevaren worden met een beperkt groot vaarbewijs of een groot pleziervaartbewijs, echter niet op de Rijn boven het Spijkse Veer op km 857,40. Daar is een sportpatent noodzakelijk.

## Het schip
- Werf van aanbouw: Scheepswerf "Vooruit" van de gebr. Boot te Alphen aan den Rijn
- Bouwnummer: 886
- Datum tewaterlating: 1928
- Brandmerk: 494 B Leid
- Gemeten in district/inspectie Gouda, met meetbrief
  - Lang: 31,50 m, na verlenging 36,50 m
  - Breed: 5,40 m
  - Diepgang:
  - Laadvermogen: 160 ton, na verlenging 300 ton

## De motor
Bij nieuwbouw geïnstalleerd:
- Merk: INDUSTRIE
- Type: 2IB6, 2 cilinders
- Vermogen: 70 e.p.k. bij 295 omw./ min.
- Bouwjaar: 1928
- Motor nr.: 543
- Afleverdatum: 21-03-1928.

In 1959 vervangen door de huidige motor:
- Merk: INDUSTRIE
- Type: 3D41, 3 cilinders
- Vermogen: 110 e.p.k. bij 750 omw./min.
- Bouwjaar: 1959
- Motor nr.: 4298
- Afleverdatum: 14-12-1959

Hulpmotor:
- Merk: INDUSTRIE
- Type: 2VD5

## De geschiedenis
- 1928 Gedoopt als: KETELDIEP voor dhr. Brijder uit Kampen
- Diverse malen verkocht
- 1994 Uit de beroepsvaart, verkocht aan dhr. Teun de Jong uit Ouderkerk a/d IJssel, herdoopt in GOEDE-GUNST.

## Liggers Scheepmetingsdienst[1]
| Meetnummer | District en volgnr. | Meetdatum      | Meetplaats      | Lengte [m] | Breedte [m] | Inzinking [m] | Waterverplaatsing [ton] | Naam      | Eigenaar   | Domicilie |
| ---------- | ------------------- | -------------- | --------------- | ---------- | ----------- | ------------- | ----------------------- | --------- | ---------- | --------- |
| Ga2182N    | Gouda 2182          | 9 maart 1928   | Alphen a/d Rijn | 31 m 49 cm | 5 m 40 cm   | -             | 208,548 ton             | KETELDIEP | A. Brijder | Kampen    |
| G8641N     | Groningen 8641      | 20 april 1954  | Franeker        | 36 m 58 cm | 5 m 44 cm   | 2 m 14 cm     | 257,385 ton             | KETELDIEP | P. Brijder | Kampen    |
| R24232N    | Rotterdam 24232     | 6 oktober 1958 | Vlaardingen     | 36 m 54 cm | 5 m 43 cm   | 2 m 13 cm     | 252,219 ton             | FIAT      | -          | -         |
| G11788N    | Groningen 11788     | 17 mei 1966    | –               | 36 m 54 cm | 5 m 43 cm   | 2 m 40 cm     | 300,557 ton             | FIAT      | -          | -         |
| A24081N    | Amsterdam 24081     | 14 juni 1976   | –               | 36 m 54 cm | 5 m 43 cm   | 2 m 40 cm     | 300,557 ton             | AVONTUUR  | -          | -         |

## Trivia
De oude naamplaat van het schip met daarop de naam "KETELDIEP" uit 1928 is tegenwoordig bevestigd aan een pand in Kampen